# ギンギネオ県
ギンギネオ県（ギンギネオけん、フランス語：Département de Guinguinéo）は、セネガルのカオラック州の県。
2013年の人口は約11.5万人。
座標: 北緯14度16分 西経15度57分 / 北緯14.267度 西経15.950度